# Перше побачення (фільм)
«Перше побачення» (рос. «Первое свидание») — радянський художній фільм 1960 року, знятий на кіностудії «Мосфільм».

## Сюжет
Перебуваючи під час відпустки в молодіжному таборі і побачивши красиву дівчину, Олексій похвалився перед товаришем, що у нього — перше побачення і що він на ній одружується. Потім Олексій познайомився з тією самою дівчиною, яку звали Валею. Незабаром Альоша і Валя дійсно одружилися, при цьому однак погано знаючи один одного. Хоча Валя була на рідкість милою і доброю дівчиною, між ними почалися непорозуміння і сварки, які привели їх до розриву. Незабаром померла Валіна знайома по службі Тоня, у якої залишилися двоє маленьких дітей. Валя прийняла на себе турботу про них. І лише турботи про цих дітей допомагають їй забути свої особисті негаразди, а Альоші — по-справжньому дізнатися і зрозуміти свою дружину.

## У ролях
- Лідія Шапоренко — Валентина Калітіна
- Георгій Юматов — Олексій Савельєв
- Валентин Грачов — Митя Казаков
- Афанасій Кочетков — Павло Миколайович Смуров
- Ольга Маркіна — Настя Смурова
- Андрій Ладинін — Женя, музикант
- Тетяна Пельтцер — Маргарита Михайлівна
- Ніна Меньшикова — Антоніна Смурова, дружина Павла Миколайовича
- Олена Вольська — Катя, сусідка Смурових
- Ніна Шоріна — Віолетта Макарова, студентка другого курсу
- Ніна Крачковська — Раєчка
- Павло Борискин — Шурик Смуров
- Віталій Бондарєв — Павлик Смуров
- Людмила Давидова — Віра, старша сестра Миті
- Олександра Данилова — представниця
- Тетяна Баришева — сусідка Павла Смурова
- Ганна Заржицька — сусідка

## Знімальна група
- Режисер-постановник: Іскра Бабіч
- Автор сценарію: Тетяна Ситіна
- Оператор-постановник: Антоніна Егіна
- Композитор:  Олексій Муравльов
- Текст пісень: Гарольд Регістан
- Художники-постановники: Арнольд Вайсфельд,  Микола Маркін
- Художник по костюмах:  Лідія Нові